# Paladru
Paladru és un municipi francès situat al departament de la Isèra i a la regió d'Alvèrnia-Roine-Alps. L'any 2007 tenia 1.001 habitants.

## Demografia

### Població
El 2007 la població de fet de Paladru era de 1.001 persones. Hi havia 378 famílies de les quals 84 eren unipersonals (40 homes vivint sols i 44 dones vivint soles), 138 parelles sense fills, 132 parelles amb fills i 24 famílies monoparentals amb fills.
La població ha evolucionat segons el següent gràfic:
Habitants censats

### Habitatges
El 2007 hi havia 542 habitatges, 391 eren l'habitatge principal de la família, 137 eren segones residències i 14 estaven desocupats. 482 eren cases i 59 eren apartaments. Dels 391 habitatges principals, 303 estaven ocupats pels seus propietaris, 77 estaven llogats i ocupats pels llogaters i 11 estaven cedits a títol gratuït; 3 tenien una cambra, 10 en tenien dues, 45 en tenien tres, 105 en tenien quatre i 228 en tenien cinc o més. 313 habitatges disposaven pel capbaix d'una plaça de pàrquing. A 165 habitatges hi havia un automòbil i a 206 n'hi havia dos o més.

### Piràmide de població
La piràmide de població per edats i sexe el 2009 era:
| Homes | Edats   | Dones |
| ----- | ------- | ----- |
| 0     | 95 o +  | 0     |
| 0     | 90 a 94 | 4     |
| 0     | 85 a 89 | 8     |
| 0     | 80 a 84 | 4     |
| 12    | 75 a 79 | 8     |
| 40    | 70 a 74 | 8     |
| 12    | 65 a 69 | 44    |
| 12    | 60 a 64 | 16    |
| 32    | 55 a 59 | 24    |
| 20    | 50 a 54 | 20    |
| 16    | 45 a 49 | 16    |
| 60    | 40 a 44 | 36    |
| 36    | 35 a 39 | 44    |
| 36    | 30 a 34 | 36    |
| 20    | 25 a 29 | 12    |
| 28    | 20 a 24 | 16    |
| 40    | 15 a 19 | 16    |
| 28    | 10 a 14 | 32    |
| 36    | 5 a 9   | 36    |
| 20    | 0 a 4   | 28    |

## Economia
El 2007 la població en edat de treballar era de 635 persones, 457 eren actives i 178 eren inactives. De les 457 persones actives 428 estaven ocupades (234 homes i 194 dones) i 29 estaven aturades (5 homes i 24 dones). De les 178 persones inactives 60 estaven jubilades, 58 estaven estudiant i 60 estaven classificades com a «altres inactius».

### Ingressos
El 2009 a Paladru hi havia 444 unitats fiscals que integraven 1.130 persones, la mediana anual d'ingressos fiscals per persona era de 19.057 €.

### Activitats econòmiques
Dels 29 establiments que hi havia el 2007, 1 era d'una empresa alimentària, 2 d'empreses de fabricació d'altres productes industrials, 5 d'empreses de construcció, 3 d'empreses de comerç i reparació d'automòbils, 1 d'una empresa de transport, 5 d'empreses d'hostatgeria i restauració, 2 d'empreses d'informació i comunicació, 1 d'una empresa financera, 4 d'empreses de serveis, 2 d'entitats de l'administració pública i 3 d'empreses classificades com a «altres activitats de serveis».
Dels 9 establiments de servei als particulars que hi havia el 2009, 1 era una oficina de correu, 1 paleta, 3 guixaires pintors, 1 fusteria i 3 restaurants.
Dels 3 establiments comercials que hi havia el 2009, 1 era una botiga de menys de 120 m², 1 una fleca i 1 una botiga de material esportiu.
L'any 2000 a Paladru hi havia 24 explotacions agrícoles que ocupaven un total de 896 hectàrees.

## Equipaments sanitaris i escolars
El 2009 hi havia una escola elemental.

## Poblacions més properes
El següent diagrama mostra les poblacions més properes.